# 13 v.Chr.

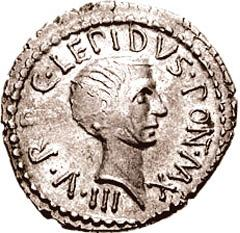
Lepidus

Het jaar 13 v.Chr. is een jaartal in de 1e eeuw v.Chr. volgens de christelijke jaartelling.

## Gebeurtenissen

### Italië
- In Rome worden Tiberius Claudius Nero en Publius Quinctilius Varus, door de Senaat gekozen tot consul van het Imperium Romanum.
- Keizer Augustus laat op het Marsveld het Ara Pacis Augustae ("Altaar voor de Augusteïsche vrede") bouwen, dit ter ere van zijn driejarige vredesmissie in Gallië.
- Het Theater van Balbus wordt ingewijd door Lucius Cornelius Balbus.

### Europa
- Nero Claudius Drusus sticht in Rijnland-Palts langs de Rijn, het Romeinse grensfort castellum Mogontiacum (huidige Mainz).
- Drusus wordt benoemd tot proconsul van Gallië en voert een inspectiereis langs de noordelijke rijksgrens. Hij sluit een handelsverdrag met de Bataven en Friezen.

## Geboren
- Drusus de Jongere, zoon van Tiberius Claudius Nero (overleden 23)
- Livilla Julia, dochter van Nero Claudius Drusus (overleden 31)

## Overleden
- Marcus Aemilius Lepidus, Romeins consul en pontifex maximus